# Agriotes
Genre
Agriotes (en français, les agriotes ou taupins) est un genre d'insectes coléoptères de la famille des élatéridés. Ce genre comprend la plupart des espèces nuisibles de taupins de France.

## Liste d'espèces
Selon Fauna Europaea (15 juillet 2013) :
- Agriotes acuminatus (Stephens, 1830)
- Agriotes aequalis Schwarz, 1891
- Agriotes andalusiacus Franz, 1967
- Agriotes brevis Candèze, 1863
- Agriotes caspicus Heyden in Heyden & Kraatz, 1883
- Agriotes corsicus Candèze, 1863
- Agriotes curtus Candèze, 1878
- Agriotes ellenicus Cate & Platia, 1997
- Agriotes flavobasalis Heyden, 1889
- Agriotes gallicus Lacordaire in Boisduval & Lacordaire, 1835
- Agriotes graecus Franz, 1967
- Agriotes gurgistanus (Faldermann, 1835)
- Agriotes infuscatus Desbrochers des Loges, 1870
- Agriotes laevicarinatus Platia & Gudenzi, 1999
- Agriotes lineatus (Linnaeus, 1767) - Taupin des moissons
- Agriotes litigiosus (Rossi, 1792)
- Agriotes lundbergi Platia, 1989
- Agriotes magnanii Platia & Gudenzi, 1996
- Agriotes medvedevi Dolin, 1960
- Agriotes meticulosus Candèze, 1863
- Agriotes modestus Kiesenwetter, 1858
- Agriotes obscurus (Linnaeus, 1758)
- Agriotes pallidulus (Illiger, 1807)
- Agriotes paludum Kiesenwetter, 1859
- Agriotes pavesii Platia & Gudenzi, 2001
- Agriotes pilosellus (Schönherr, 1817)
- Agriotes proximus Schwarz 1891
- Agriotes rufipalpis Brullé, 1832
- Agriotes siciliensis Pic, 1912
- Agriotes sordidus (Illiger, 1807)
- Agriotes sputator (Linnaeus, 1758)
- Agriotes strigosus Kiesenwetter, 1858
- Agriotes tauricus Heyden, 1882
- Agriotes turcicus Candèze, 1863
- Agriotes ustulatus (Schaller, 1783)

Selon ITIS (2 juin 2019) :
- Agriotes lineatus (Linnaeus)
- Agriotes mancus (Say)